# Sandi Morris
Sandi Morris, född 8 juli 1992 i Downers Grove, Illinois, är en amerikansk friidrottare som tävlar i stavhopp.

## Karriär
Morris blev olympisk silvermedaljör i stavhopp vid sommarspelen 2016 i Rio de Janeiro.
I mars 2022 vid inomhus-VM i Belgrad tog Morris guld i stavhoppstävlingen efter ett hopp på 4,80 meter. I juli 2022 vid VM i Eugene tog hon sitt tredje raka VM-silver i stavhopp.